# Chaetexorista palpis
Chaetexorista palpis là một loài ruồi trong họ Tachinidae.